# Rapidia
A Rapidia a Mézga Aladár különös kalandjai című magyar rajzfilmsorozat nyolcadik része, a sorozat epizódjaként a Mézga család huszonegyedik része.

## Cselekmény
Aladár ebben a tanévben huszonötödször késik el az iskolából. Hogy pontosságra szoktassa, Géza úgy dönt, megveszi Máris szomszédtól azt a vízálló karórát, amivel korábban is át akarta ejteni őket. Aladár azonban amint megkapja, szétszedi, mert az egyik rugója kell az egyik új műszeréhez. Ezután útnak indulnak az űrben, jó messzire keveredve otthonról. Egy olyan bolygón szállnak le, ami meglepően gyorsan kering a napja körül és nagyon gyorsan is forog. Odalent sem egyszerűbb az élet: az évszakok pillanatok alatt váltakoznak, minden gyorsan történik, a bolygó napja pedig csak egy szivárványszerű csík. Egy gömb alakú szállítóeszköz érkezik értük, benne egy gyerekkel, aki elviszi őket a Kisöreghez és a Nagyöreghez. Mire megérkeznek Búravárba, a bolygó egyetlen városába, megöregszik. Nagyöreg arra kéri Aladárt, mentse meg a bolygót attól, amit ősei tettek vele. Kis kutakodás után rájönnek, hogy egy vulkán belsejében végzett kísérlettel vákuumot idéztek elő a bolygó belsejében, amitől az összement, Búravár kivételével minden megsemmisült rajta, és ettől a nagy felgyorsulás. Aladár az autoszifijében található anyaggal felfújja a vákuumot, amitől helyreáll a bolygón a természetes rend, a maradék anyaggal pedig felfújja a Gulliverklit, amivel kényelmesen hazamennek.

## Alkotók
- Rendezte: Nepp József
- Írta: Nepp József, Romhányi József
- Dramaturg: Komlós Klári
- Zenéjét szerezte: Deák Tamás
- Operatőr: Bacsó Zoltán
- Hangmérnök: Bársony Péter
- Vágó: Hap Magda
- Lektor: Lehel Judit
- Háttér: Magyarkúti Béla
- Rajzolták: Agócs Zsuzsanna, Kárpáth Mária, Küsztel Richárdné
- Munkatársak: Csonka György, Gyöpös Katalin, Kanics Gabriella, Kassai Klári, Tamási Péter, Törőcsik Jolán, Zsebényi Béla
- Színes technika: Dobrányi Géza
- Gyártásvezető: Szigeti Ágnes
- Produkciós vezető: Gyöpös Sándor, Kunz Román

- A kifestés a Pannónia Filmstúdió a Kecskeméti Film Vállalatnál készült
- Készítette a Magyar Televízió megbízázásól a Pannónia Filmstúdió

## Szereplők
- Mézga Aladár: Némethy Attila
- Blöki: Szabó Ottó
- Mézga Géza: Harkányi Endre
- Mézgáné Rezovits Paula: Győri Ilona
- Mézga Kriszta: Földessy Margit
- Dr. Máris Ottokár: Tomanek Nándor
- Gyorsan serdülő fiú: Geszti Péter, Tordy Géza
- Nagy-öreg: Képessy József
- Kis-öreg: Kőmíves Sándor
- Nagy-öreg takarítónője: Pártos Erzsi
- Tiszteletes: Horváth Pál
- Újságos: Deák B. Ferenc
- Sligovici: Farkas Antal

## Érdekességek
- Ebben az epizódban Blöki áttöri a negyedik falat és kiszól a cselekményből, amikor a takarítónő megjegyzésére, miszerint a Kisöreg "felszívódott", közli, hogy ez modortalan volt, és tudhatná, hogy gyerekek is nézik a műsort.